# Gautam Valluri
Gautam Valluri (India, 1985) es un artista visual indio que ha centrado su trabajo en el formato fílmico.

## Biografía
Gautam Valluri se formó con una máster en Cine Experimental en la londinense Universidad de Kingston gracias a una de las sesenta becas, GREAT Scholarships India, que otorga el British Council y otro en la Universidad de París VIII. Su obra explora la relación entre espacios arquitectónicos e historias personales a través de la materialidad del celuloide.
Su trabajo ha sido exhibido en el Institute of Contemporary Arts (ICA) en Londres, la Cinematek en Bruselas, el Centro de Cultura Contemporánea de Barcelona, el Museo de Arte Moderno de Río de Janeiro, el Korean Film Archive en Seúl y en varios festivales de cine incluyendo el Festival Internacional de Cine de Róterdam, el BFI London Film Festival, el Festival Internacional de Cine de Edimburgo el European Media Art Festival en Osnabrück o el Images Festival de Toronto. Entre sus obras se encuentran The Museum of Departures (2015), Buried in Light (2016), Midnight Orange o Durbaar (2019).